# Football Club Denver
FC Denver é um clube americano de futebol  com sede em Denver, Colorado . O clube joga na Colorado Premier League (sob o guarda-chuva da USASA ) e participa de torneios regionais e nacionais dos torneios US Open Cup, The Las Vegas Silver Mug e Colorado State Cup. Anteriormente, o clube participou da Premier Arena Soccer League entre 2012 e 2014. O clube possui cinco equipes masculinas (Premier, United, Sub19, Masters (acima de 30) e Legends (acima de 30)). Embora o escudo do clube honre as cores da bandeira da cidade de Denver, o clube veste as cores tradicionais de verde, branco e preto.

## História
O FC Denver foi fundado no inverno de 2005/2006 e disputou sua primeira partida em março de 2006. O FC Denver começou como um time de futebol amador masculino, jogando na agora extinta Comets Soccer League. O clube cresceu para quatro equipes em 2011.
A principal equipe masculina do clube, Premier, que venceu a Colorado State Cup de 2013 e 2015. A vitória os qualificou para o Campeonato Nacional da USSSA 2013-14 em março de 2014, onde perdeu nas semifinais para o eventual campeão Colorado Rovers SC .
Durante o outono de 2017, o FC Denver venceu três partidas de qualificação para se qualificar para a US Open Cup de 2018. O FC Denver venceu o jogo US Open Cup Round 1 2018 contra o Azteca FC por 4-2 e perdeu por 3-2 para o time da USL Colorado Switchbacks FC na rodada. No verão de 2018, o clube anunciou sua primeira equipe juvenil, uma equipe sub-19 para iniciar o campeonato na primavera de 2019.

## Estatísticas

### Participações
|  | Participações em 2019 |

| Competição     | Competição               | Temporadas | Melhor campanha      | Estreia | Última | P | R |
| Estados Unidos | Lamar Hunt U.S. Open Cup | 2          | Primeira fase (2018) | 2018    | 2019   |   | – |

## Treinadores
- Drew Melin (2015 - Presente)
- Luke Elbin (2013–2015)
- Kyle Firebaugh (2009-2012)
- Eric Fulton (2006-2008)